# 발도메로 로페즈
발도메로 로페즈(Baldomero Lopez, 1925년 8월 23일 ~ 1950년 9월 15일)는 한국 전쟁에 참전한 미국 해병대의 중위이다. 1950년 9월 15일 인천 상륙 작전에서 부대원의 피해를 막기 위해 자신의 몸으로 수류탄을 감싸 전사하였고, 사후에 무공을 인정 받아 명예 훈장을 추서 받았다.

## 생애
로페즈는 1925년 8월 23일 플로리다주 탬파에서 태어났고, 이보 시티 근교에서 자랐다. 같은 이름을 가진 그의 아버지는 젊은 시절 스페인의 아스투리아스 지역에서 미국으로 이민을 갔다. 로페즈는 어린 시절 재학한 힐스버러 고등학교에서 농구 선수로 활동했고, 학교의 학군 장교 후보생 예비 과정 프로그램에서 연대장 역할을 수행하기도 했다. 1943년 7월 8일 미국 해군에 입대, 그 직후 고등학교를 졸업하고 다음 해 6월 11일까지 복무하였다.
2차 세계 대전 중반에 그는 미국 해군사관학교에 선발되었다. 전쟁이 진행 중이었기 때문에 동급생들과 함께 3년 속성 과정을 거쳤으며, 1947년 6월 6일 학교를 졸업하고 해병대 소위로 임관하여 버지니아주 콴티코의 기초반에 입교하였고, 그 후 소대장반 훈련 연대에서 소대장이 되었다.
1948년, 로페즈는 중국으로 파견하여 박격포 포반장을 수행하였고, 이후 칭다오와 상하이에서 소총 소대장으로 복무하였다. 중국에서 복귀한 후에는 캘리포니아주 펜들턴 기지에 배치되었다. 배치를 받은 후 얼마 되지 않아 한국 전쟁이 발발하자, 그는 군인의 본분을 이유로 보병 장교로 한국 파병에 지원하였다. 1950년 6월 16일에 중위로 진급하였다.

### 한국 전쟁 - 명예 훈장의 무공

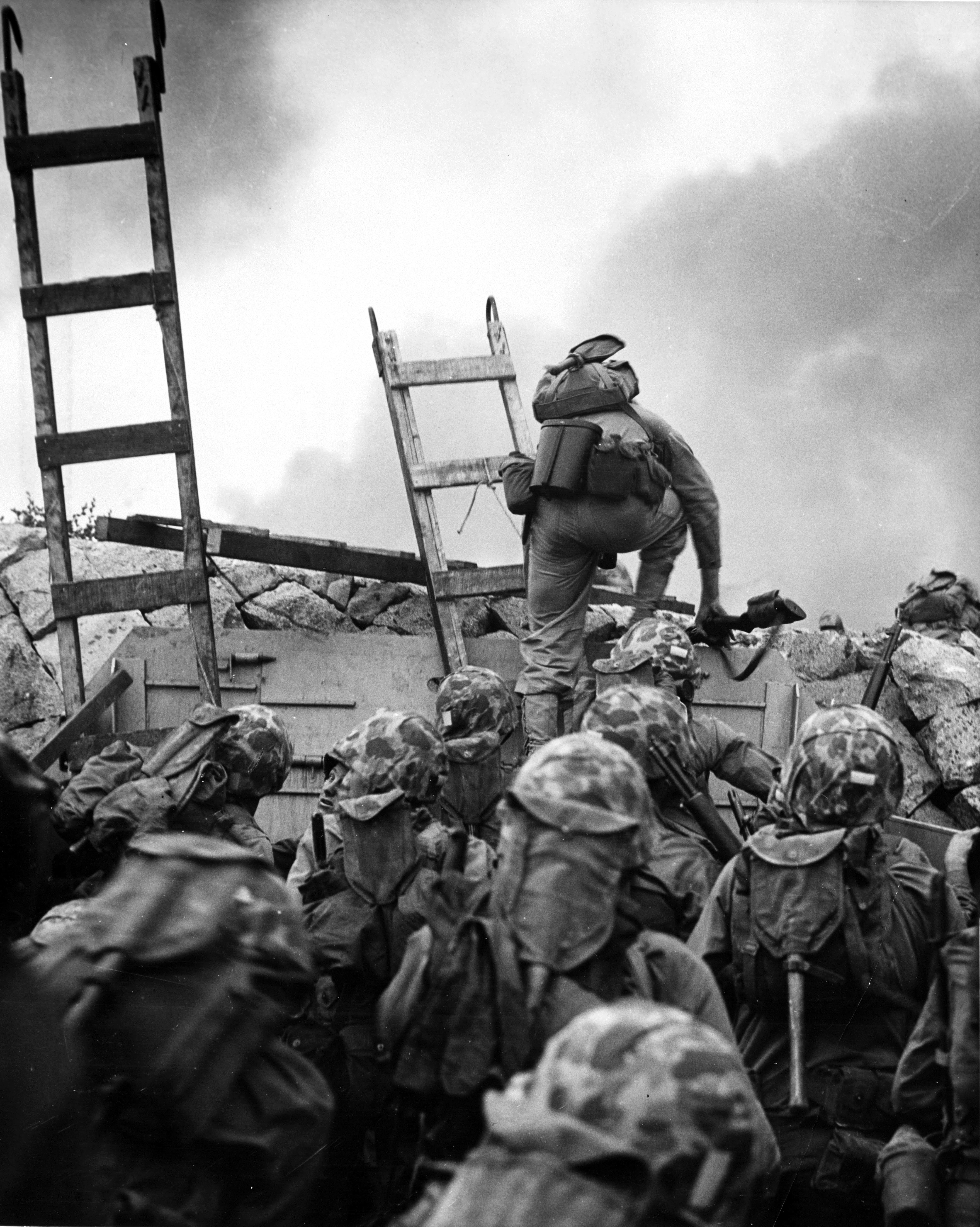
죽기 몇 분 전 인천에서 소대원을 이끌고 방벽을 넘는 로페즈 중위의 모습

로페즈는 한국에서 미 제1해병사단 5연대 1대대 A중대 소대장으로 복무하였으며, 1950년 9월 15일, 인천 상륙 작전에 투입되었다. 연안에 상륙한 후 그가 부대원을 이끌며 방벽을 넘는 모습을 찍은 사진은 이 작전의 상징으로 남게 되었다. 그는 벽을 넘어간 후 돌진하여 북한군 벙커에 수류탄 투척을 준비하였으나 적의 자동화기 사격으로 가슴과 오른쪽 어깨에 피격을 당하였고, 이 때문에 핀이 빠진 수류탄을 떨어트리게 되었다. 그는 부상에도 불구하고 수류탄 쪽으로 기어갔고, 부상 때문에 멀리 던질 수 없자 다른 소대원이 피폭 당하지 않도록 수류탄을 몸 아래로 끌어 안았다. 그는 수류탄이 폭발하면서 사망하였고, 명예 훈장을 추서 받았다. 해군 장관 댄 A. 킴벌은 1951년 8월 30일 워싱턴 D.C 수여식에서 로페즈의 아버지에게 훈장을 수여하였다.
그의 사망 소식은 전선의 해병 사이에서 빠르게 퍼져갔다. 스크립스 하워드 종군 기자 제리 소프는 그의 죽음을 다룬 기사에서 "용기 있는 죽음은 인간을 위대하게 만든다"는 말을 남겼다.
로페즈는 탬파의 센트로 아스투리아노 추모 공원 묘지에 묻혔다.

## 같이 보기
- 한국 전쟁 명예훈장 수훈자 목록